# Stanislas Aeby

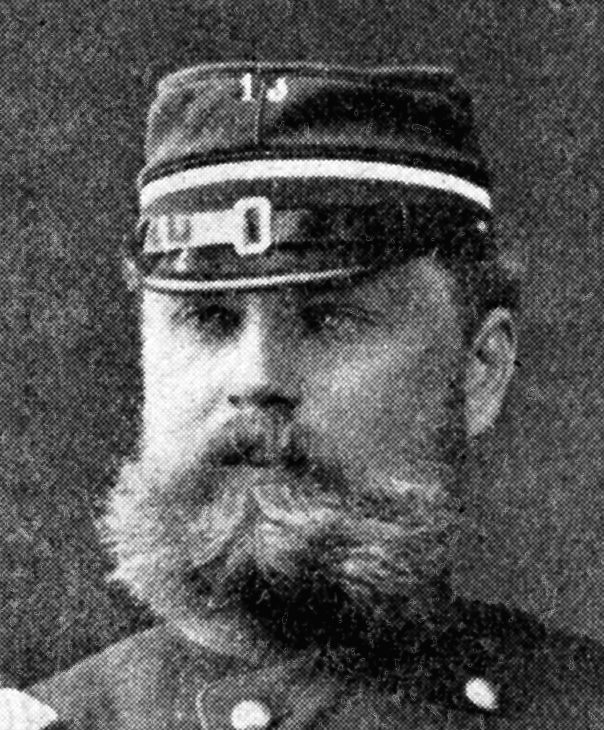
Stanislas Aeby

Stanislas Aeby (* 31. März 1848 in Windig, Gemeinde Freiburg; † 29. März 1914 in Freiburg; heimatberechtigt in Freiburg) war ein Schweizer Politiker.

## Leben
Stanislas Aeby wurde als Sohn des Nicolas Aeby, Major in neapolitanischen Diensten, und der Joséphine Gendre geboren. Sein Bruder, Paul Aeby, war Nationalrat (1881, 1883–1898) und Stadtammann von Freiburg (1886–1895). Sein Onkel, Jean-Pierre Aeby, war Propst des Stifts St. Niklaus in Freiburg. Stanislas Aeby heiratete Sophie Vilmar.
Aeby besuchte von 1860 bis 1866 das Kollegium St. Michael in Freiburg. Er war von 1875 bis 1881 als Kassier der Amortisationskasse tätig und gehörte von 1883 bis 1914 als Konservativer dem Freiburger Grossen Rat an. Ab 1882 bis zu seinem Tode 1914 war er Staatsrat und leitete die Militärdirektion bzw. die Direktion der Forsten, Weinberge und Staatsdomänen. In der Freiburger Politik galt Stanislas Aeby weniger als selbstständig Handelnder, sondern vielmehr als ausführendes Organ des dominierenden Georges Python. Im Jahr 1878 wurde Aeby zum Major befördert.